# Enric Carreras
Enric Carreras i Puigbò, född 1 mars 1971 i Terrassa, är en spansk (katalansk) låtskrivare och pianist. Han är verksam inom symfonisk rock eller jazz och har sedan 2000 producerat sju egna album. Dessutom har han skapat och spelat new age, funk och elektronisk musik, liksom arbetat med filmmusik. Utöver detta har han producerat ett halvdussin skivor ihop med andra grupper och musiker.
Hans egna skivor har givits ut på det regionala bolaget Temps Record. Carreras instrumentalmusik har inspirerats av artister som Keith Jarrett, Pat Metheny och Mike Oldfield.
2021 års album Ikigai har den grekiska mytologins muser som tema.
Carreras har även varit verksam som medarbetare på det regionala TV-bolaget Canal Terrassa, bland annat som intervjuare.

## Diskografi[2]
Egna skivor
- Negre fosc (Temps Record, 2000)
- L'enigma de Shibam (Temps Record, 2003/2005)
- Off the Record (Temps Record, 2007/2008) – som Enric Carreras Eclectic Project
- Flores silvestres (Temps Record, 2011/2012) – soundtrack till filmen av Mikel Ardanaz
- Presagis (Temps Record, 2014/2015)
- Absències (Temps Record, 2016)
- Ikigai (Temps Record, 2021)

Samarbeten
- Parabòlic (Picap, 2001), med Josep Soto Quintet
- Mo mem sa (Temps Record, 2003), med Erwyn's Sega 4
- Camí (Temps Record, 2004), med Jazzspirit & Josep Maria Farràs
- Beyond My Mind (PAE, 2005), med Erwyn Seerutton
- Groc (Temps Record, 2009), med Josep Soto Quintet
- Allà on vagis (Anacrusi, 2015), med Kailash